# Temporada 2018-19 del West Ham United
La Temporada 2018-19 del West Ham United fue la séptima campaña consecutiva en la Premier League desde que el club ascendió en la temporada 2011-12. Fue la 23.ª vez que el equipo compitió en la Premier y la 61.ª vez que compitió en la primera categoría en 124 años de historia.
Además de la Premier League, West Ham United participó en la FA Cup y en la League Cup, desde la tercera ronda por la FA Cup y la segunda ronda de la EFL Cup.

## Jugadores

### Información de plantilla
Esta es la plantilla definitiva del West Ham United para la temporada 2018-19.
| Porteros        |                |                                            |                      |    |                   |
| 1               | Guardameta     | Bandera de Polonia                         | Łukasz Fabiański     | 39 | Swansea City      |
| 13              | Guardameta     | Bandera de España                          | Adrián               | 36 | Real Betis        |
| Defensas        |                |                                            |                      |    |                   |
| 2               | Defensa        | Bandera de Australia                       | Winston Reid         | 36 | Midtjylland       |
| 3               | Defensa        | Bandera de Inglaterra                      | Aaron Cresswell      | 35 | Ipswich Town      |
| 4               | Defensa        | Bandera de Paraguay                        | Fabián Balbuena      | 33 | Corinthians       |
| 5               | Defensa        | Bandera de Argentina                       | Pablo Zabaleta       | 40 | Manchester City   |
| 21              | Defensa        | Bandera de Italia                          | Angelo Ogbonna       | 36 | Juventus          |
| 23              | Defensa        | Bandera de Francia                         | Issa Diop            | 28 | Toulouse          |
| 24              | Defensa        | Bandera de Inglaterra                      | Ryan Fredericks      | 32 | Fulham            |
| 26              | Defensa        | Bandera de República Democrática del Congo | Arthur Masuaku       | 31 | Olympiacos        |
| 41              | Defensa        | Bandera de Inglaterra                      | Declan Rice          | 26 | Inferiores        |
| Centrocampistas |                |                                            |                      |    |                   |
| 10              | Centrocampista | Bandera de Argentina                       | Manuel Lanzini       | 32 | Al Jazira         |
| 11              | Centrocampista | Bandera de Escocia                         | Robert Snodgrass     | 37 | Hull City         |
| 14              | Centrocampista | Bandera de Guinea Ecuatorial               | Pedro Obiang         | 33 | Sampdoria         |
| 15              | Centrocampista | Bandera de Colombia                        | Carlos Sánchez       | 39 | Fiorentina        |
| 16              | Centrocampista | Bandera de Inglaterra                      | Mark Noble (capitán) | 37 | Inferiores        |
| 18              | Centrocampista | Bandera de Francia                         | Samir Nasri          | 37 | Agente libre      |
| 19              | Centrocampista | Bandera de Inglaterra                      | Jack Wilshere        | 33 | Arsenal           |
| Delanteros      |                |                                            |                      |    |                   |
| 7               | Delantero      | Bandera de Austria                         | Marko Arnautović     | 35 | Stoke City        |
| 8               | Delantero      | Bandera de Brasil                          | Felipe Anderson      | 31 | Lazio             |
| 9               | Delantero      | Bandera de Inglaterra                      | Andy Carroll         | 36 | Liverpool F. C.   |
| 17              | Delantero      | Bandera de México                          | Javier Hernández     | 36 | Bayer Leverkusen  |
| 20              | Delantero      | Bandera de Ucrania                         | Andriy Yarmolenko    | 35 | Borussia Dortmund |
| 27              | Delantero      | Bandera de España                          | Lucas Pérez          | 36 | Arsenal           |
| 30              | Delantero      | Bandera de Inglaterra                      | Michail Antonio      | 35 | Nottingham Forest |

### De la academia
| \| # \| Pos \| Nac \| Nombre \| \| -- \| --- \| --- \| -------------- \| \| 32 \| \| \| Xande Silva \| \| 35 \| \| \| Reece Oxford \| \| 37 \| \| \| Nathan Holland \| \| 39 \| \| \| Josh Pask \| \| 45 \| \| \| Grady Diangana \| \| 50 \| \| \| Joe Powell \| \| 53 \| \| \| Ben Johnson \| \| 54 \| \| \| Conor Coventry \| |                |                       |                |
| # | Pos            | Nac                   | Nombre         |
| 32 | Delantero      | Bandera de Portugal   | Xande Silva    |
| 35 | Defensa        | Bandera de Inglaterra | Reece Oxford   |
| 37 | Centrocampista | Bandera de Inglaterra | Nathan Holland |
| 39 | Centrocampista | Bandera de Inglaterra | Josh Pask      |
| 45 | Centrocampista | Bandera de Inglaterra | Grady Diangana |
| 50 | Centrocampista | Bandera de Inglaterra | Joe Powell     |
| 53 | Defensa        | Bandera de Inglaterra | Ben Johnson    |
| 54 | Centrocampista | Bandera de Irlanda    | Conor Coventry |

## Estadísticas
- Actualizado al término de la temporada.[3]

| #  | Pos.           | Origen                                     | Nombre            | Premier League | Premier League | FA Cup | FA Cup | League Cup | League Cup | Total | Total | Total |
| #  | Pos.           | Origen                                     | Nombre            | PJ             | G              | PJ     | G      | PJ         | G          | PJ    | G     |       |
| -- | -------------- | ------------------------------------------ | ----------------- | -------------- | -------------- | ------ | ------ | ---------- | ---------- | ----- | ----- | ----- |
| 1  | Guardameta     | Bandera de Polonia                         | Łukasz Fabiański  | 38             | 0              | 0      | 0      | 0          | 0          | 38    | 0     |       |
| 13 | Guardameta     | Bandera de España                          | Adrián            | 0              | 0              | 2      | 0      | 3          | 0          | 5     | 0     |       |
| 3  | Defensa        | Bandera de Inglaterra                      | Aaron Cresswell   | 20             | 0              | 0      | 0      | 0          | 0          | 20    | 0     |       |
| 4  | Defensa        | Bandera de Paraguay                        | Fabián Balbuena   | 23             | 1              | 0      | 0      | 0          | 0          | 23    | 1     |       |
| 5  | Defensa        | Bandera de Argentina                       | Pablo Zabaleta    | 26             | 0              | 0      | 0      | 1          | 0          | 27    | 0     |       |
| 21 | Defensa        | Bandera de Italia                          | Angelo Ogbonna    | 24             | 1              | 2      | 0      | 3          | 2          | 29    | 2     |       |
| 23 | Defensa        | Bandera de Francia                         | Issa Diop         | 32             | 1              | 2      | 0      | 3          | 1          | 37    | 2     |       |
| 24 | Defensa        | Bandera de Inglaterra                      | Ryan Fredericks   | 15             | 1              | 1      | 0      | 2          | 1          | 17    | 2     |       |
| 26 | Defensa        | Bandera de República Democrática del Congo | Arthur Masuaku    | 23             | 0              | 2      | 0      | 2          | 0          | 27    | 0     |       |
| 41 | Defensa        | Bandera de Inglaterra                      | Declan Rice       | 34             | 2              | 1      | 0      | 3          | 0          | 38    | 2     |       |
| 53 | Defensa        | Bandera de Inglaterra                      | Ben Johnson       | 1              | 0              | 0      | 0      | 0          | 0          | 1     | 0     |       |
| 10 | Centrocampista | Bandera de Argentina                       | Manuel Lanzini    | 10             | 1              | 0      | 0      | 0          | 0          | 10    | 1     |       |
| 11 | Centrocampista | Bandera de Escocia                         | Robert Snodgrass  | 33             | 2              | 2      | 0      | 3          | 2          | 38    | 4     |       |
| 14 | Centrocampista | Bandera de Guinea Ecuatorial               | Pedro Obiang      | 24             | 0              | 2      | 0      | 3          | 0          | 29    | 0     |       |
| 15 | Centrocampista | Bandera de Colombia                        | Carlos Sánchez    | 7              | 0              | 0      | 0      | 1          | 0          | 8     | 0     |       |
| 16 | Centrocampista | Bandera de Inglaterra                      | Mark Noble        | 31             | 5              | 1      | 0      | 0          | 0          | 32    | 5     |       |
| 18 | Centrocampista | Bandera de Francia                         | Samir Nasri       | 5              | 0              | 1      | 0      | 0          | 0          | 6     | 0     |       |
| 19 | Centrocampista | Bandera de Inglaterra                      | Jack Wilshere     | 8              | 0              | 0      | 0      | 0          | 0          | 8     | 0     |       |
| 45 | Centrocampista | Bandera de Inglaterra                      | Grady Diangana    | 17             | 0              | 2      | 0      | 2          | 2          | 21    | 2     |       |
| 50 | Centrocampista | Bandera de Inglaterra                      | Joe Powell        | 0              | 0              | 0      | 0      | 1          | 0          | 1     | 0     |       |
| 54 | Centrocampista | Bandera de Irlanda                         | Conor Coventry    | 0              | 0              | 0      | 0      | 1          | 0          | 1     | 0     |       |
| 7  | Delantero      | Bandera de Austria                         | Marko Arnautović  | 28             | 10             | 1      | 1      | 0          | 0          | 29    | 11    |       |
| 8  | Delantero      | Bandera de Brasil                          | Felipe Anderson   | 36             | 9              | 2      | 1      | 2          | 0          | 40    | 10    |       |
| 9  | Delantero      | Bandera de Inglaterra                      | Andy Carroll      | 12             | 0              | 2      | 1      | 0          | 0          | 14    | 1     |       |
| 17 | Delantero      | Bandera de México                          | Javier Hernández  | 25             | 7              | 1      | 0      | 2          | 1          | 28    | 8     |       |
| 20 | Delantero      | Bandera de Ucrania                         | Andriy Yarmolenko | 9              | 2              | 0      | 0      | 1          | 0          | 10    | 2     |       |
| 27 | Delantero      | Bandera de España                          | Lucas Pérez       | 15             | 3              | 1      | 1      | 3          | 2          | 19    | 6     |       |
| 30 | Delantero      | Bandera de Inglaterra                      | Michail Antonio   | 33             | 6              | 2      | 0      | 3          | 1          | 38    | 7     |       |
| 32 | Delantero      | Bandera de Portugal                        | Xande Silva       | 1              | 0              | 1      | 0      | 0          | 0          | 2     | 0     |       |

## Competiciones

### Pretemporada

#### Amistosos
- Todos los partidos en UTC+1

El club comenzó una pretemporada de 11 días en Suiza, enfrentando al Winterthur de la Challenge League. Además jugaron amistosos contra escuadras inglesas, para terminar la gira en Austria.
| Amistoso; 8 de julio de 2018, 14:00 | FC Winterthur                       | 3:2     | West Ham United                 | Stadion Schützenwiese, Winterthur, Suiza |  |
|                                     | - Callà 25' - Sutter 39' - Gele 74' | Reporte | - 33' Carroll - 81'(pen.) Noble |                                          |  |

| Amistoso; 14 de julio de 2018, 15:00 | Wycombe Wanderers | 0:1     | West Ham United  | Adams Park, High Wycombe, Inglaterra |  |
|                                      |                   | Reporte | - 34' Arnautović |                                      |  |

| Amistoso; 21 de julio de 2018, 15:00 | Preston North End        | 2:2     | West Ham United      | Deepdale, Preston, Inglaterra |  |
|                                      | - Clarke 40' - Bodin 76' | Reporte | - 6', 45' Arnautović |                               |  |

| Amistoso; 25 de julio de 2018, 19:45 | Aston Villa | 1:3     | West Ham United                                | Bescot Stadium, Walsall, Inglaterra |  |
|                                      | - Green 86' | Reporte | - 10' Antonio - 28' Arnautović - 84' Snodgrass |                                     |  |

| Amistoso; 28 de julio de 2018, 15:00 | Ipswich Town   | 1-2     | West Ham United                | Portman Road, Ipswich, Inglaterra                       |                                                         |
|                                      | - Harrison 16' | Reporte | - 4' Anderson - 70' Arnautović | Asistencia: 15.246 espectadores Árbitro(s): John Brooks | Asistencia: 15.246 espectadores Árbitro(s): John Brooks |

| Betway Cup; 31 de julio de 2018, 17:30 | Mainz 05                                                             | 1:1 (1:1) (6:7 p.)         | West Ham United                                                       | Silberstadt Arena, Schwaz, Austria |                            |
|                                        | - Quaison 79'                                                        | Reporte                    | - 69' Martínez                                                        | Árbitro(s): Walter Altmann         | Árbitro(s): Walter Altmann |
|                                        |                                                                      | Tiros desde el punto penal |                                                                       |                                    |                            |
|                                        | - Quaison - Mateta - Burkardt - Brosinski - Donati - Baku - Bussmann |                            | - Snodgrass - Martínez - Obiang - Arnautović - Cullen - Adrián - Diop |                                    |                            |

| Amistoso; 3 de agosto de 2018, 17:30 | Angers | 0:1     | West Ham United | Das.Goldberg-Stadion, Grödig, Austria |  |
|                                      |        | Reporte | - 24' Hernández |                                       |  |

| Amistoso; 15 de noviembre de 2018, | Brentford   | 1:2     | West Ham United             | Griffin Park, Brentford, Inglaterra |  |
|                                    | - Marcondes | Reporte | - 43' Snodgrass - Hernández |                                     |  |

### Premier League
Articulo Principal: Temporada 2018-19 de la Premier League.

#### Tabla de posiciones
| Pos. | Equipo          | Pts. | PJ | G  | E | P  | GF | GC | Dif. |
| ---- | --------------- | ---- | -- | -- | - | -- | -- | -- | ---- |
| 8    | Everton         | 54   | 38 | 15 | 9 | 14 | 54 | 46 | +8   |
| 9    | Leicester City  | 52   | 38 | 15 | 7 | 16 | 51 | 48 | +3   |
| 10   | West Ham United | 52   | 38 | 15 | 7 | 16 | 52 | 55 | −3   |
| 11   | Watford         | 50   | 38 | 14 | 8 | 16 | 52 | 59 | −7   |
| 12   | Crystal Palace  | 49   | 38 | 14 | 7 | 17 | 51 | 53 | −2   |

Actualizado a los partidos jugados el 12 de mayo de 2019.
 Fuente: Premier League
Criterios de clasificación: Puntos · Diferencia de goles · Goles a favor · Play-off.

#### Evolución en la clasificación
| Jornada   | 1  | 2  | 3  | 4  | 5  | 6  | 7  | 8  | 9  | 10 | 11 | 12 | 13 | 14 | 15 | 16 | 17 | 18 | 19   | 20 | 21 | 22 | 23 | 24 | 25 | 26 | 27 | 28 | 29 | 30 | 31 | 32 | 33 | 34 | 35 | 36 | 37 | 38 |
| --------- | -- | -- | -- | -- | -- | -- | -- | -- | -- | -- | -- | -- | -- | -- | -- | -- | -- | -- | ---- | -- | -- | -- | -- | -- | -- | -- | -- | -- | -- | -- | -- | -- | -- | -- | -- | -- | -- | -- |
| Estadio   | V  | L  | V  | L  | V  | L  | L  | V  | L  | V  | L  | V  | L  | V  | L  | L  | V  | L  | V\|V | L  | L  | V  | V  | L  | V  | L  | V  | L  | V  |    |    |    |    |    |    |    |    |    |
| Resultado | D  | D  | D  | D  | G  | E  | G  | D  | D  | E  | G  | D  | D  | G  | G  | G  | G  | D  | G    | D  | E  | G  | D  | D  | E  | E  | G  | D  | G  | D  |    |    |    |    |    |    |    |    |
| Posición  | 20 | 20 | 20 | 20 | 16 | 17 | 13 | 15 | 15 | 13 | 13 | 13 | 13 | 13 | 12 | 10 | 9  | 12 | 9    | 11 | 10 | 11 | 12 | 10 | 9  | 10 | 9  | 10 | 9  | 9  |    |    |    |    |    |    |    |    |

- Fuente: Premier League
- Estadio: L=Local; V=Visitante
- Resultado: G=Ganado; E=Empate; P=Perdido; A=Aplazado

#### Partidos
- Última Actualización: 2 de marzo de 2019.
- Todos los horarios en ETC+1.
- EL sorteo se llevó a cabo el 14 de junio de 2018.

#### Primera Vuelta
| 1.ª Jornada; 12 de agosto de 2018, 13:30 | Liverpool                                                            | 4:0     | West Ham United              | Anfield, Liverpool                                         |                                                            |
|                                          | - Salah 19' - Mané 45+2' (53) - Sturridge 88' - Alexander-Arnold 21' | Reporte | - 52' Antonio - 55' Balbuena | Asistencia: 53.235 espectadores Árbitro(s): Anthony Taylor | Asistencia: 53.235 espectadores Árbitro(s): Anthony Taylor |

| 2.ª Jornada; 18 de agosto de 2018, 15:00 | West Ham United | 1:2     | AFC Bournemouth                                     | Estadio Olímpico de Londres, Stratford, Londres            |                                                            |
|                                          | - Arnautović 33' (pen.) - Zabaleta 90+1' - Ogbonna 65' - Noble 40' - Wilshere 77' - Anderson 89' - Yamolenko 90+3' | Reporte | - 60' Wilson - 66' S. Cook - 18' Gosling - 59' King | Asistencia: 56.888 espectadores Árbitro(s): Stuart Attwell | Asistencia: 56.888 espectadores Árbitro(s): Stuart Attwell |

| 3.ª Jornada; 25 de agosto de 2018, 15:00 | Arsenal                                                                | 3:1     | West Ham United                                             | Emirates Stadium, Holloway, Londres                      |                                                          |
|                                          | - Monreal 30' - Diop 70' (o.g.) - Welbeck 90+2' - Papastathopoulos 90' | Reporte | - 25' Arnautović - 80' Fredericks - 41' Diop - 88' Wilshere | Asistencia: 59.830 espectadores Árbitro(s): Graham Scott | Asistencia: 59.830 espectadores Árbitro(s): Graham Scott |

| 4.ª Jornada; 1 de 19 de 2018, 15:00 | West Ham United                  | 0:1     | Wolverhampton Wanderers      | Estadio Olímpico de Londres, Stratford, Londres            |                                                            |
|                                     | - Fredericks 24' - Cresswell 60' | Reporte | - 79' Bennett - 90+3' Traoré | Asistencia: 56.947 espectadores Árbitro(s): Chris Kavanagh | Asistencia: 56.947 espectadores Árbitro(s): Chris Kavanagh |

| 5.ª Jornada; 16 de septiembre de 2018, 16:00 | Everton                                                | 1:3     | West Ham United                                                                                                  | Goodison Park, Walton, Liverpool                            |                                                             |
|                                              | - Sigurðsson 45+2' - Calvert-Lewin 18' - Bernard 90+4' | Reporte | - 11' (31) Yarmolenko - 61' Arnautović - 53' Zabaleta - 40' Masuaku - 75' Rice - 51' Yamolenko - 90+1' Snodgrass | Asistencia: 39.161 espectadores Árbitro(s): Martin Atkinson | Asistencia: 39.161 espectadores Árbitro(s): Martin Atkinson |

| 6.ª Jornada; 23 de septiembre de 2018, 13:30 | West Ham United                  | 0:0     | Chelsea     | Estadio Olímpico de Londres, Stratford, Londres       |                                                       |
|                                              | - Anderson 52' - Snodgrass 90+3' | Reporte | - 50' Kanté | Asistencia: 56.875 espectadores Árbitro(s): Mike Dean | Asistencia: 56.875 espectadores Árbitro(s): Mike Dean |

| 7.ª Jornada; 29 de septiembre de 2018, 12:30 | West Ham United                                      | 3:1     | Manchester United          | Estadio Olímpico de Londres, Stratford, Londres            |                                                            |
|                                              | - Anderson 5' - Lindelöf 43' (o.g.) - Arnautović 74' | Reporte | - 71' Rashford - 78' Young | Asistencia: 56.938 espectadores Árbitro(s): Michael Oliver | Asistencia: 56.938 espectadores Árbitro(s): Michael Oliver |

| 8.ª Jornada; 5 de octubre de 2018, 20:00 | Brighton & Hove Albion                                 | 1:0     | West Ham United                  | Amex Stadium, Falmer, East Sussex                        |                                                          |
|                                          | - Murray 25' - Duffy 33' - Jahanbakhsh 58' - Kayal 61' | Reporte | - 57' Arnautović - 88' Snodgrass | Asistencia: 30.544 espectadores Árbitro(s): Kevin Friend | Asistencia: 30.544 espectadores Árbitro(s): Kevin Friend |

| 9.ª Jornada; 20 de octubre de 2018, 15:00 | West Ham United                              | 0:1     | Tottenham Hotspur | Estadio Olímpico de Londres, Stratford, Londres             |                                                             |
|                                           | - Noble 59' - Snodgrass 80' - Arnautović 73' | Reporte | - 44' Lamela      | Asistencia: 56.921 espectadores Árbitro(s): Martin Atkinson | Asistencia: 56.921 espectadores Árbitro(s): Martin Atkinson |

| 10.ª Jornada; 27 de octubre de 2018, 13:30 | Leicester City            | 1:1     | West Ham United                           | King Power Stadium, Filbert Way, Leicester                 |                                                            |
|                                            | - Ndidi 89' - Söyüncü 47' | Reporte | - 30' Balbuena - 38' Noble - 85' Zabaleta | Asistencia: 31,848 espectadores Árbitro(s): Michael Oliver | Asistencia: 31,848 espectadores Árbitro(s): Michael Oliver |

| 11.ª Jornada; 03 de noviembre de 2018, 15:00 | West Ham United                                                 | 4:2     | Burnley                                                                                | Estadio Olímpico de Londres, Stratford, Londres        |                                                        |
|                                              | - Arnautović 10' - Anderson 34' 34' (68), 84' - Hernández 90+2' | Reporte | - 45' Guðmundsson - 68' Tarkowski - 77' Wood - 87' Lowton - 90+3' Barnes - 90+5' Brady | Asistencia: 56,862 espectadores Árbitro(s): Roger East | Asistencia: 56,862 espectadores Árbitro(s): Roger East |

| 12.ª jornada; 10 de noviembre de 2018, 15:00 | Huddersfield Town              | 1:1     | West Ham United                | Kirklees Stadium, Huddersfield, Yorkshire del Oeste        |                                                            |
|                                              | - Pritchard 6' - Jørgensen 36' | Reporte | - 17' Snodgrass - 74' Anderson | Asistencia: 24,069 espectadores Árbitro(s): Chris Kavanagh | Asistencia: 24,069 espectadores Árbitro(s): Chris Kavanagh |

| 13.ª jornada; 24 de noviembre de 2018, | West Ham United | 0:4     | Manchester City                              | Estadio Olímpico de Londres, Stratford, Londres            |                                                            |
|                                        |                 | Reporte | - 11' Silva - 19' Sterling - 34' (90+3) Sané | Asistencia: 56,886 espectadores Árbitro(s): Andre Marriner | Asistencia: 56,886 espectadores Árbitro(s): Andre Marriner |

| 14.ª Jornada; 1 de diciembre de 2018, 15:00 | Newcastle United                      | 0-3     | West Ham United                                                                  | St James' Park, Newcastle upon Tyne, Tyne y Wear         |                                                          |
|                                             | - Ritchie 41' - Schär 79' - Yedin 89' | Reporte | - 11' (63) Hernández - 90+3' Anderson - 21' Snodgrass - 32' Noble - 43' Zabaleta | Asistencia: 51.853 espectadores Árbitro(s): Paul Tierney | Asistencia: 51.853 espectadores Árbitro(s): Paul Tierney |

| 15.ª Jornada; 04 de diciembre de 2018, 19:45 | West Ham United                | 3-1     | Cardiff City   | Estadio Olímpico de Londres, Stratford, Londres          |                                                          |
|                                              | - Pérez 49' (54) - Antonio 61' | Reporte | - 90+5' Murphy | Asistencia: 56.811 espectadores Árbitro(s): Graham Scott | Asistencia: 56.811 espectadores Árbitro(s): Graham Scott |

| 16.ª Jornada; 08 de diciembre de 2018, | West Ham United                                | 3-2     | Crystal Palace              | Estadio Olímpico de Londres, Stratford, Londres            |                                                            |
|                                        | - 48' Snodgrass - 62' Hernández - 65' Anderson | Reporte | - McArthur 6' - Schlupp 76' | Asistencia: 56.995 espectadores Árbitro(s): Anthony Taylor | Asistencia: 56.995 espectadores Árbitro(s): Anthony Taylor |

| 17.ª Jornada; 15 de diciembre de 2018, | Fulham | 0-2     | West Ham United               | Craven Cottage, Fulham, Londres |  |
|                                        |        | Reporte | - Snodgrass 17' - Antonio 29' |                                 |  |

| 18.ª Jornada; 22 de diciembre de 2018, 15:00 GMT | West Ham United                           | 0-2     | Watford                                                  | Estadio Olímpico de Londres, Stratford, Londres       |                                                       |
|                                                  | - 27' Balbuena - 69' Antonio - 90+3' Diop | Reporte | - Deeney 30' - Deulofeu 87' - Kabasele 55' - Holebas 60' | Asistencia: 56,833 espectadores Árbitro(s): Lee Mason | Asistencia: 56,833 espectadores Árbitro(s): Lee Mason |

| 19.ª Jornada; 27 de diciembre de 2018, 19:45 GMT | Southampton                                | 1-2     | West Ham United     | St Mary's Stadium, Britannia Rd, Southampton |                          |
|                                                  | - 50' Redmond - 66' Targett - 83' Bednarek | Reporte | - Anderson 53' (59) | Árbitro(s): Craig Pawson                     | Árbitro(s): Craig Pawson |

#### Segunda vuelta
| 20.ª jornada; 30 de diciembre de 2018, | Burnley                 | 2-0     | West Ham United | Turf Moor, Burnley                                      |                                                         |
|                                        | - Wood 15' - McNeil 34' | Reporte |                 | Asistencia: 20,933 espectadores Árbitro(s): David Coote | Asistencia: 20,933 espectadores Árbitro(s): David Coote |

| 21.ª jornada; 2 de enero de 2019, | West Ham United       | 2-2     | Brighton & Hove Albion                 | Estadio Olímpico de Londres, Stratford, Londres            |                                                            |
|                                   | - Arnautović 66' (68) | Reporte | - 56' Stephens - 58' Duffy - 80' March | Asistencia: 59.870 espectadores Árbitro(s): Chris Kavanagh | Asistencia: 59.870 espectadores Árbitro(s): Chris Kavanagh |

| 22.ª jornada; 12 de enero de 2019, | West Ham United | 1-0     | Arsenal | Estadio Olímpico de Londres, Stratford, Londres           |                                                           |
|                                    | - Rice 48'      | Reporte |         | Asistencia: 59.946 espectadores Árbitro(s): Jonathan Moss | Asistencia: 59.946 espectadores Árbitro(s): Jonathan Moss |

| 23.ª jornada; 19 de enero de 2019, | Bournemouth               | 2-0     | West Ham United | Dean Court, Bournemouth                                  |                                                          |
|                                    | - Wilson 53' - King 90+1' | Reporte | - 18' Carroll   | Asistencia: 10.495 espectadores Árbitro(s): Simon Hooper | Asistencia: 10.495 espectadores Árbitro(s): Simon Hooper |

| 24.ª jornada; 29 de enero de 2019, | Wolverhampton Wanderers        | 3-0     | West Ham United | Molineux Stadium, Wolverhampton                         |                                                         |
|                                    | - Saïss 66' - Jiménez 80' (86) | Reporte |                 | Asistencia: 31.122 espectadores Árbitro(s): David Coote | Asistencia: 31.122 espectadores Árbitro(s): David Coote |

| 25.ª jornada; 4 de febrero de 2019, | West Ham United | 1-1     | Liverpool  | Estadio Olímpico de Londres, Stratford, Londres          |                                                          |
|                                     | - Antonio 28'   | Reporte | - 22' Mané | Asistencia: 59.903 espectadores Árbitro(s): Kevin Friend | Asistencia: 59.903 espectadores Árbitro(s): Kevin Friend |

| 26.ª jornada; 9 de febrero de 2019, | Crystal Palace | 1-1     | West Ham United | Selhurst Park, Croydon                                   |                                                          |
|                                     | - Zaha 76'     | Reporte | - 27' Noble     | Asistencia: 25.552 espectadores Árbitro(s): Craig Pawson | Asistencia: 25.552 espectadores Árbitro(s): Craig Pawson |

| 27.ª jornada; 22 de febrero de 2019, | West Ham United                             | 3-1     | Fulham     | Estadio Olímpico de Londres, Stratford, Londres       |                                                       |
|                                      | - Chicharito 29' - Diop 40' - Antonio 90+1' | Reporte | - 3' Babel | Asistencia: 59.950 espectadores Árbitro(s): Lee Mason | Asistencia: 59.950 espectadores Árbitro(s): Lee Mason |

| 28.ª jornada; 27 de febrero de 2019, | Manchester City | 1-0     | West Ham United | Etihad Stadium, Mánchester                                 |                                                            |
|                                      | - Agüero 59'    | Reporte |                 | Asistencia: 53.528 espectadores Árbitro(s): Stuart Attwell | Asistencia: 53.528 espectadores Árbitro(s): Stuart Attwell |

| 29.ª jornada; 2 de marzo de 2019, | West Ham United       | 2-0     | Newcastle United | Estadio Olímpico de Londres, Stratford, Londres |                            |
|                                   | - Rice 7' - Noble 40' | Reporte |                  | Árbitro(s): Chris Kavanagh                      | Árbitro(s): Chris Kavanagh |

| 30.ª jornada; 9 de marzo de 2019, | Cardiff City                | 2-0     | West Ham United | Cardiff City Stadium, Cardiff                            |                                                          |
|                                   | - Hoilett 4' - Camarasa 52' | Reporte |                 | Asistencia: 32.458 espectadores Árbitro(s): Graham Scott | Asistencia: 32.458 espectadores Árbitro(s): Graham Scott |

| 31.ª jornada; 16 de marzo de 2019, | West Ham United                                   | 4-3     | Huddersfield Town             | Estadio Olímpico de Londres, Stratford, Londres           |                                                           |
|                                    | - Noble 15' - Ogbonna 75' - Chicharito 84' (90+1) | Reporte | - 17' Bacuna - 30' (65) Grant | Asistencia: 59.931 espectadores Árbitro(s): Jonathan Moss | Asistencia: 59.931 espectadores Árbitro(s): Jonathan Moss |

| 32.ª jornada; 30 de marzo de 2019, | West Ham United | 0-2     | Everton                  | Estadio Olímpico de Londres, Stratford, Londres           |                                                           |
|                                    |                 | Reporte | - 5' Zouma - 33' Bernard | Asistencia: 59.9998 espectadores Árbitro(s): Paul Tierney | Asistencia: 59.9998 espectadores Árbitro(s): Paul Tierney |

| 33.ª jornada; 8 de abril de 2019, | Chelsea           | 2-0     | West Ham United | Stamford Bridge, Londres                                   |                                                            |
|                                   | - Hazard 24' (90) | Reporte |                 | Asistencia: 40.537 espectadores Árbitro(s): Chris Kavanagh | Asistencia: 40.537 espectadores Árbitro(s): Chris Kavanagh |

| 34.ª jornada; 13 de abril de 2019, | Manchester United | 2-1     | West Ham United | Old Trafford, Mánchester                                 |                                                          |
|                                    | - Pogba 19' (80)  | Reporte | - 49' Anderson  | Asistencia: 74.478 espectadores Árbitro(s): Graham Scott | Asistencia: 74.478 espectadores Árbitro(s): Graham Scott |

| 35.ª jornada; 20 de abril de 2019, | West Ham United           | 2-2     | Leicester City             | Estadio Olímpico de Londres, Stratford, Londres         |                                                         |
|                                    | - Antonio 37' - Pérez 82' | Reporte | - 67' Vardy - 90+2' Barnes | Asistencia: 59.960 espectadores Árbitro(s): Lee Probert | Asistencia: 59.960 espectadores Árbitro(s): Lee Probert |

| 36.ª jornada; 27 de abril de 2019, | Tottenham Hotspur | 0-1     | West Ham United | Tottenham Hotspur Stadium, Tottenham, Londres              |                                                            |
|                                    |                   | Reporte | - 67' Antonio   | Asistencia: 60.043 espectadores Árbitro(s): Anthony Taylor | Asistencia: 60.043 espectadores Árbitro(s): Anthony Taylor |

| 37.ª jornada; 4 de mayo de 2019, | West Ham United                        | 3-0     | Southampton | Estadio Olímpico de Londres, Stratford, Londres            |                                                            |
|                                  | - Arnautović 15' (69) - Fredericks 72' | Reporte |             | Asistencia: 59.961 espectadores Árbitro(s): Stuart Attwell | Asistencia: 59.961 espectadores Árbitro(s): Stuart Attwell |

| 38.ª jornada; 12 de mayo de 2019, | Watford        | 1-4     | West Ham United                               | Vicarage Road, Watford |  |
|                                   | - Deulofeu 46' | Reporte | - 15'78' Noble - 39' Lanzini - 71' Arnautović |                        |  |

### FA Cup
El sorteo por la tercera ronda fue transmitido en vivo por la BBC desde Stamford Bridge el 3 de diciembre de 2018.Fue realizado por Ruud Gullit y Paul Ince.
| Tercera Ronda FA Cup; 5 de enero de 2019, 15:00 | West Ham United                 | 2 - 0   | Birmingham City | Estadio Olímpico de Londres, Stratford, Londres        |                                                        |
|                                                 | - Arnautović 2' - Carroll 90+1' | Reporte |                 | Asistencia: 54 480 espectadores Árbitro(s): Roger East | Asistencia: 54 480 espectadores Árbitro(s): Roger East |

| Cuarta Ronda FA Cup; 26 de enero de 2019, 19:45 | AFC Wimbledon                                                   | 4 - 2   | West Ham United                   | Kingsmeadow, Kingston upon Thames                         |                                                           |
|                                                 | - Kwesi Appiah 34' - Scott Wagstaff 41' (46) - Toby Sibbick 88' | Reporte | - 57' Pérez - 71' Felipe Anderson | Asistencia: 4.777 espectadores Árbitro(s): Anthony Taylor | Asistencia: 4.777 espectadores Árbitro(s): Anthony Taylor |

### EFL Cup
Articulo Principal: EFL Cup 2018-19
West Ham entró en la competición en la segunda ronda y le tocó jugar de visita contra AFC Wimbledon. Fue el primer encuentro entre estos dos clubes desde que AFC Wimbledon fue creado en 2002. El 30 de agosto de 2018 fue el sorteo de la tercera ronda realizado por David Seaman y Joleon Lescott. West Ham enfrentara de local a Macclesfield Town, será el tercer encuentro entre estos dos equipos. El sorteo de la cuarta ronda se realizó en vivo  Quest  TV, por Rachel Yankey y Rachel Riley el 29 de septiembre.
| Segunda ronda; 28 de agosto de 2018, 19:45 | AFC Wimbledon              | 1:3     | West Ham United                            | Kingsmeadow, Kingston upon Thames, Londres              |                                                         |
|                                            | - Pigott 2' - McDonald 35' | Reporte | - 63' Diop - 83' Ogbonna - 90+2' Hernández | Asistencia: 3.962 espectadores Árbitro(s): Tim Robinson | Asistencia: 3.962 espectadores Árbitro(s): Tim Robinson |

| Tercera Ronda; 26 de septiembre de 2018, 19:45 | West Ham United                                                                                   | 8:0     | Macclesfield Town | Estadio Olímpico de Londres, Stratford, Londres          |                                                          |
|                                                | - Antonio 29' - Snodgrass 32' (60) - Pérez 40' - Fredericks 51' - Ogbonna 54' - Diangana 67' (82) | Reporte |                   | Asistencia: 24.833 espectadores Árbitro(s): Craig Pawson | Asistencia: 24.833 espectadores Árbitro(s): Craig Pawson |

| Cuarta ronda; 31 de octubre de 2018, 19:45 | West Ham United | 1:3     | Tottenham Hotspur                       | Estadio Olímpico de Londres, Stratford, Londres            |                                                            |
|                                            | - Pérez 71'     | Reporte | - 16' (54) Son Heung-min - 75' Llorente | Asistencia: 50,270 espectadores Árbitro(s): Stuart Attwell | Asistencia: 50,270 espectadores Árbitro(s): Stuart Attwell |

## Transferencias

### Altas
| Fecha                   | Posición       | Nacionalidad          | Nombre            | Desde             | Valor       | Ref. |
| ----------------------- | -------------- | --------------------- | ----------------- | ----------------- | ----------- | ---- |
| 1 de julio de 2018      | Defensa        | Bandera de Francia    | Issa Diop         | Toulousse         | £22,000,000 | .    |
| 1 de julio de 2018      | Guardameta     | Bandera de Polonia    | Łukasz Fabiański  | Swansea City      | £7,000,000  | .    |
| 1 de julio de 2018      | Defensa        | Bandera de Inglaterra | Ryan Fredericks   | Fulham            | Libre       | .    |
| 1 de julio de 2018      | Centrocampista | Bandera de Eslovenia  | Sebastian Nebyla  | Spartak Trnava    | No revelada | .    |
| 9 de julio de 2018      | Centrocampista | Bandera de Inglaterra | Jack Wilshere     | Arsenal           | Libre       | .    |
| 11 de julio de 2018     | Delantero      | Bandera de Ucrania    | Andriy Yarmolenko | Borussia Dortmund | £17,500,000 | .    |
| 14 de julio de 2018     | Defensa        | Bandera de Paraguay   | Fabián Balbuena   | Corinthians       | No revelada | .    |
| 15 de julio de 2018     | Delantero      | Bandera de Brasil     | Felipe Anderson   | Lazio             | £36,000,000 | .    |
| 2 de agosto de 2018     | Delantero      | Bandera de Portugal   | Xande Silva       | Vitória Guimarães | £2,000,000  | .    |
| 9 de agosto de 2018     | Delantero      | Bandera de España     | Lucas Pérez       | Arsenal           | £4,000,000  | .    |
| 9 de agosto de 2018     | Centrocampista | Bandera de Colombia   | Carlos Sánchez    | ACF Fiorentina    | No revelada | .    |
| 31 de diciembre de 2018 | Centrocampista | Bandera de Francia    | Samir Nasri       | Agente libre      | Libre       | .    |

### Bajas
| Fecha               | Posición       | Nacionalidad                                                       | Nombre            | A                   | Valor       | Ref.          |
| ------------------- | -------------- | ------------------------------------------------------------------ | ----------------- | ------------------- | ----------- | ------------- |
| 1 de julio de 2018  | Defensa        | Bandera de Gales                                                   | James Collins     | Agente Libre        | Libre       | [ 25 ]        |
| 1 de julio de 2018  | Defensa        | Bandera de Francia                                                 | Patrice Evra      | Agente Libre        | Libre       | [ 26 ]        |
| 1 de julio de 2018  | Centrocampista | Bandera de Inglaterra                                              | Korrey Henry      | Yeovil Town         | Libre       | [ 27 ] [ 28 ] |
| 1 de julio de 2018  | Defensa        | Bandera de Inglaterra · Bandera de República Democrática del Congo | Rosaire Longelo   | Newcastle United    | Libre       | [ 27 ]        |
| 1 de julio de 2018  | Guardameta     | Bandera de Letonia                                                 | Rihards Matrevics | Barnet              | Libre       | [ 27 ] [ 29 ] |
| 4 de julio de 2018  | Defensa        | Bandera de Inglaterra                                              | Ben Wells         | Queens Park Rangers | Libre       | [ 30 ]        |
| 10 de julio de 2018 | Defensa        | Bandera de Inglaterra                                              | Reece Burke       | Hull City           | No revelado | [ 31 ]        |
| 1 de agosto de 2018 | Centrocampista | Bandera de Senegal                                                 | Cheikhou Kouyaté  | Crystal Palace      | No revelado | [ 32 ]        |
| 9 de agosto de 2018 | Centrocampista | Bandera de Portugal                                                | Domingos Quina    | Watford             | No revelado | [ 33 ]        |

### Préstamos fuera
| Fecha inicio         | Posición       | Nacionalidad          | Nombre              | A                 | Fecha de término    | Ref.   |
| -------------------- | -------------- | --------------------- | ------------------- | ----------------- | ------------------- | ------ |
| 24 de julio de 2018  | Centrocampista | Bandera de Inglaterra | Marcus Browne       | Oxford United     | Fin de la temporada | [ 34 ] |
| 25 de julio de 2018  | Centrocampista | Bandera de Noruega    | Martin Samuelsen    | VVV-Venlo         | Fin de la temporada | [ 35 ] |
| 6 de agosto de 2018  | Centrocampista | Bandera de Montenegro | Sead Hakšabanović   | Málaga            | 20 de enero de 2019 | [ 36 ] |
| 8 de agosto de 2018  | Defensa        | Bandera de Inglaterra | Jordan Hugill       | Middlesbrough     | Fin de la temporada | [ 37 ] |
| 10 de agosto de 2018 | Defensa        | Bandera de Inglaterra | Sam Byram           | Nottingham Forest | Fin de la temporada | [ 38 ] |
| 13 de agosto de 2018 | Centrocampista | Bandera de Suiza      | Edimilson Fernandes | Fiorentina        | Fin de la temporada | [ 39 ] |
| 13 de agosto de 2018 | Delantero      | Bandera de España     | Toni Martínez       | Rayo Majadahonda  | 18 de enero de 2019 | [ 40 ] |
| 30 de agosto de 2018 | Centrocampista | Bandera de Irlanda    | Josh Cullen         | Charlton Athletic | Fin de la temporada | [ 41 ] |
| 4 de enero de 2019   | Defensa        | Bandera de Inglaterra | Vashon Neufville    | Newport County    | Fin de la temporada | [ 42 ] |
| 11 de enero de 2019  | Centrocampista | Bandera de Inglaterra | Moses Makasi        | Stevenage         | Fin de la temporada | [ 43 ] |
| 18 de enero de 2019  | Delantero      | Bandera de España     | Toni Martínez       | Lugo              | Fin de la temporada | [ 44 ] |
| 20 de enero de 2019  | Centrocampista | Bandera de Montenegro | Sead Hakšabanović   | IFK Norrköping    | Mayo de 2020        | [ 45 ] |
| 21 de enero de 2019  | Centrocampista | Bandera de Inglaterra | Joe Powell          | Northampton Town  | 31 de mayo de 2019  | [ 46 ] |